# Torrecilla de los Ángeles
Torrecilla de los Ángeles è un comune spagnolo di 764 abitanti situato nella comunità autonoma dell'Estremadura.